# Brigadier sabari
«  Opération coup de poing (Alpha Blondy) » redirige ici. Pour les autres significations, voir Opération coup de poing.
Brigadier sabari  est une chanson d'Alpha Blondy sortie en 1982, également connue sous le titre Opération coup de poing via ses reprises de Twee Belgen et La Brigade. Emblématique de son auteur qui la joue régulièrement en concert, c'est aussi une chanson phare du reggae man africain.

## Historique
La chanson originale apparaît sur l'album Jah Glory sorti en 1982 en Afrique et en 1983 en France sous le titre de Rasta poue.
C'est probablement le premier titre enregistré en dioula. Son titre peut se traduire par « Pitié, brigadier », et il dénonce les violences policières. « Sabari » est un mot malinké qui, dans le contexte de la chanson, signifie « demander pardon à », mais peut également signifier « patience » ou « prendre son mal en patience ». En langue arabe, sabar veut dire la patience. Le prénom Sabri a la même origine.
On peut le considérer comme l'acte de naissance du reggae africain. La chanson a été un énorme succès en Côte d'Ivoire et c'est la chanson la plus connue d'Alpha Blondy, qui la chante fréquemment en clôture de ses concerts.
On retrouve aussi la chanson sur :
- la compilation Akwaba (2005) ;
- le live Paris-Bercy (2001) ;
- Best of (1997).

## Signification
Dans un article rédigé à l'occasion du trentième anniversaire de la chanson, le chroniqueur de RFI Bertrand Lavaine écrit :
La sirène de police, en guise d’introduction, plante le décor : “Il n’est pas recommandé de se balader la nuit quand on n’a pas ses papiers en règle”, dit en substance le texte de Brigadier Sabari. L’histoire d’une rafle nocturne organisée par les forces de l’ordre dans les rues d’Abidjan, d’un jeune homme qui tient tête aux uniformes, sûr de son bon droit, et finit “plié comme un parachute” au fond du camion. “Brigadier, pardon !” implore Alpha Blondy.

## Reprises
La chanson a fait l'objet de plusieurs reprises dont :
- Twee Belgen sous le même titre (1984) ;
- La Brigade avec Pierpoljak sous le titre Opération coup de poing (1999) ;
- Tiken Jah Fakoly sur son album Racines de reprises de standards du reggae (2015).

Invité par Tryo, Alpha Blondy a joué avec lui Brigadier Sabari sur la scène de Paris-Bercy.